# (523675) 2013 PV74
(523675) 2013 PV74 est un objet transneptunien, classé comme objet épars. Il a un diamètre est estimé à 300 km, ce qui pourrait le qualifier comme candidat au statut de planète naine.